# فوتوالی

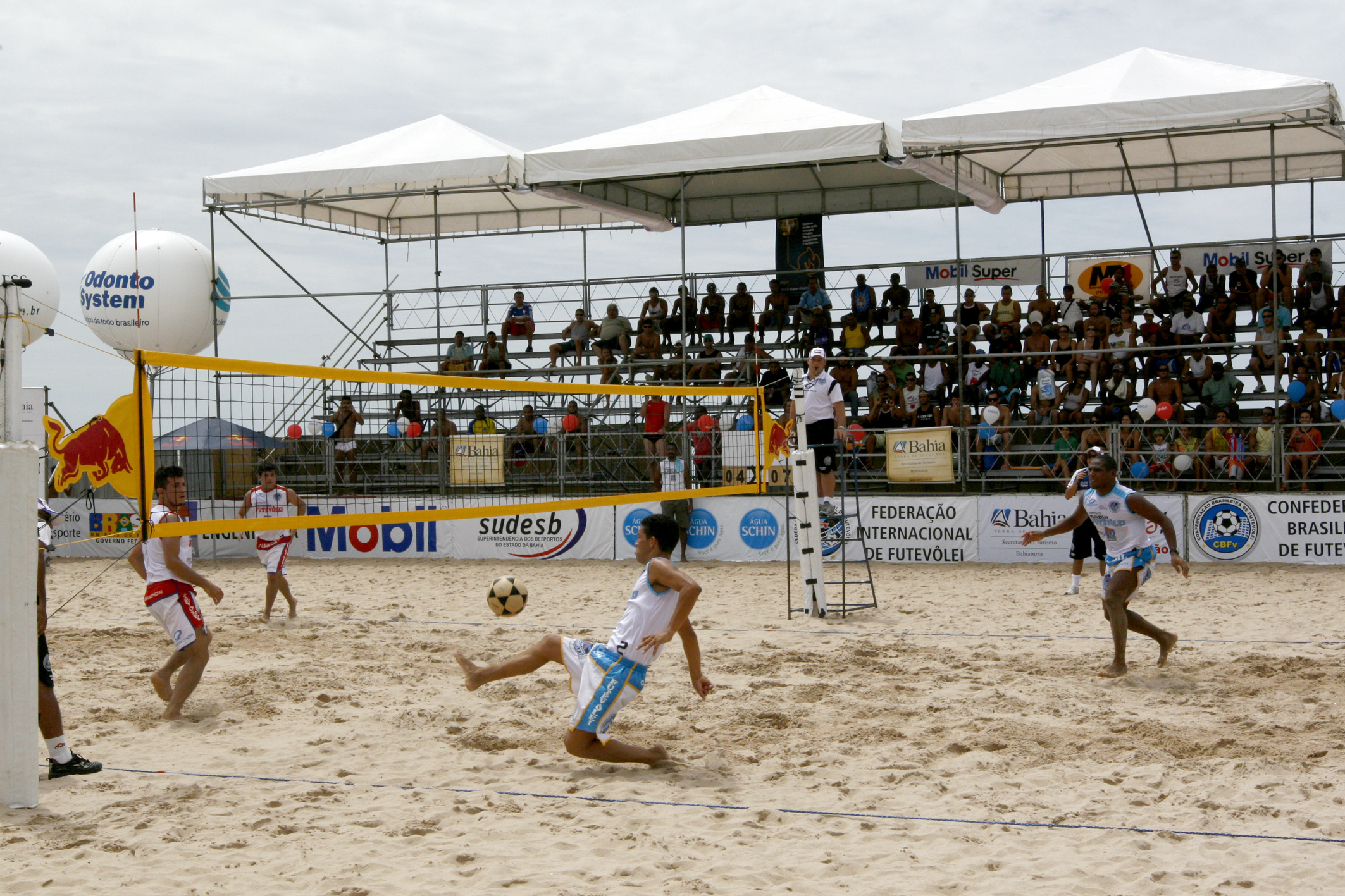
فوتوالی ترکیبی از ورزش‌های فوتبال و والیبال

فوتوالی یا والی‌پا ورزشی بین‌المللی است که قوانین آن مشابه والیبال بوده اما همانند فوتبال با پا بازی می‌شود.
زمانی امتیاز بدست می‌آید که توپ در زمین حریف به زمین اصابت کند یا حریف مرتکب خطا شود یا نتواند توپ فوتوالی را برگشت دهد. این ورزش شبیه به سپک تاکرا و فوتبال تنیس است.

## فدراسیون جهانی
There isnt official world championship and official world federation in footvolley.
1. World Footvolley - worldfootvolley.com (Since 2016)
2. Thefootvolley.com https://thefootvolley.com/
3. International Footvolley Federation
4. Federation International of footvolley - FIFV
5. World Footvolley Federation (FWW) (@the_footvolley) https://thefootvolley.com/our-members.html (Since 2022)
6. European Footvolley League https://footvolleyeurope.com The European Footvolley League (EFVL)
7. Asian Footvolley Federation (AFF) https://ocasia.org/sports/federations/107-asian-footvolley-federation.html
8. South Asia Footvolley Federation (SAFVF) footvolleytechnical.gmail.com
9. https://futnet.az/

انجمن فوتوالی ایران در حال حاضر یعنی سال ۲۰۲۳ عضو این فدراسیون است:
World Footvolley Federation (FWW) (@the_footvolley) https://thefootvolley.com/our-members.html (Since 2022)

## مسابقات بین‌المللی
- http://footvolley.com/category/tournaments/
- http://www.footvolleyproworld.com/
- http://footvolleyeurope.com/

### World Footvolley Championships
- Main Article: World Footvolley Championships

### European Footvolley Championship
- Main Article: European Footvolley Championship
- http://footvolleyeurope.com/
- http://footvolleyeurope.com/european-footvolley-championship-2017/

### مسابقات فوتوالی قهرمانی آسیا
- Main Article: Asian Footvolley Championship
- http://footvolleyasia.com/contents/?page_id=14

Mens
- 2008: 4 Teams
- 2013: 8 Teams
- 2016: 17 Teams
- 2017: 14 Teams
- ۲۰۱۹
- from 2016 each country can have 2 teams.

| Year | Host         | Final    | Final | Final             | Third place match | Third place match | Third place match |
| Year | Host         | Winner   | Score | Runner-up         | 3rd place         | Score             | 4th place         |
| ---- | ------------ | -------- | ----- | ----------------- | ----------------- | ----------------- | ----------------- |
| 2008 | Kanchanaburi | تایلند   |       | مالزی             | سنگاپور           |                   | اندونزی           |
| 2013 | Bangkok      | تایلند   |       | امارات متحده عربی | استرالیا          | and               | مالزی             |
| 2016 | Bangkok      | تایلند A |       | ایران B           | تایلند B          | and               | استرالیا A        |
| 2017 | Kanchanaburi | تایلند A |       | ایران A           | تایلند B          | and               | ایران B           |

Womens: not was held yet.
در سال ۲۰۱۹ هم پنجمین دوره فوتوالی قهرمانی مردان آسیا در رده سنی بزرگسالان برگزار شد که به دلیل عدم سیدبندی و قرعه غیرمنطقی تیمهای ایرانی با شکست به تیمهای تایلندی در یک چهارم نهایی حذف شدند. تایلند و مالزی به مدال رسیدند. تا کنون در بخش زنان و رده‌های سنی غیر بزرگسال مسابقاتی در آسیا برگزار نشده‌است.
به دلیل عدم داشتن یک فدراسیون جهانی رسمی هنوز مسابقات جهانی رسمی وجود ندارد. هر چند چند رقابت بین‌المللی با عنوان جهانی در سطح دنیا برگزار شده و چند اعزام از طرف ایران هم صورت گرفته‌است.

### Footvolley at the Asian Beach Games
- Main Article: Footvolley at the 2014 Asian Beach Games

## پیشینه
فوتوالی برای اولین بار در برزیل انجام شد. این رشته در دهه شصت میلادی به صورت تفریحی و بدون تشکیلات خاصی در بین مردم ساحل نشینان برزیل رواج پیدا کرد تا سال ۱۹۸۰ که به عنوان یک رشته ورزشی محبوب رسمیت پیدا کرد و دارای فدراسیون جهانی شد. فوتوالی برای اولین بار در سواحل ریودوژانیرو آغاز شد و کم‌کم به دیگر شهرهای برزیل انتقال پیدا کرد.
در این رشته مفرح ستارگان بزرگ فوتبال برزیل نیز به مسابقه با حریفان می‌پردازند. آنان برای اینکه این رشته ورزشی را بیشتر به مخاطبان بشناسانند در مسابقات نمایشی که در ساحل کوپاکابانا و ایپانما از سواحل معروف ریودوژانیرو برگزار می‌شود شرکت می‌کنند. بازیکنان بزرگی مثل روماریو، ادموندو، زیکو، گواچو و ادینهو که از سال ۱۹۸۲ و بمدت ۴ سال عضو تیم ملی فوتوالی برزیل بودند و در مقاطعی نیز بازیکنانی مثل رونالدو، رونالدینهو و کاکا به این بازی پرداخته‌اند.
در حال حاضر در تمرینات تیم‌های باشگاهی فوتبال برزیل و تیم ملی برزیل به فوتوالی توجه ویژه‌ای می‌شود.

## در ایران
سال ۱۳۸۷ (۲۰۰۸ میلادی) انجمن فوتوالی ایران شکل گرفت. در سال ۱۳۹۶ با انتخاب نایب رئیس بانوان به‌طور رسمی فعالیت بانوان در این رشته شروع شد. در سال ۱۴۰۰ انجمن فوتبال تنیس هم به این انجمن اضافه شد.

## در سطح بین‌المللی
ورزش برزیل همیشه برای کشورهای دیگر قابل احترام بوده‌است و فوتوالی نیز یک استثنا نبود.
ورزشکاران آماتور برزیل فوتوالی را به دیگر کشورهای جهان بردند و آن را به عنوان یک ورزش جدید به همگان نشان دادند.
از آمریکا و اروپا تا آسیا این رشته جذاب و کم هزینه رشد پیدا کرد و مورد توجه بازیکنان والیبال، فوتبال و دیگر علاقه‌مندان قرار گرفت.
فوتوالی هم‌اکنون علاوه بر برزیل در اکثر کشورهای جهان طرفدارانی دارد و دارای تشکیلات رسمی هست. کشورهای نظیر: فرانسه، آلمان، اسپانیا، پرتغال، آرژانتین، سوئیس، اروگوئه، تایلند، هلند، ایتالیا، اتریش، آمریکا ایران و …
در هلند فوتبالیستهای معروفی چون: فیلیپ کوکو، آرین روبن، روی ماکای و برادران دی بوئر به این رشته جذاب می‌پردازند.
در فرانسه تیری آنری، لوران بلان و ژان پیرپاپن، در آرژانتین دیگو مارادونا و لیونل مسی نیز به فوتوالی روی آورده‌اند و در انگلیس نیز ستاره معروف فوتبال جان بارنز، مسئولیت فدراسیون فوتوالی آن کشور را بر عهده دارد.

## شرایط خاص ورزشکار
فوتوالی جزو ورزش‌های محسوب می‌شود که هیچگونه برخورد فیزیکی بین بازیکنان در برندارد. پس هر کسی می‌تواند آن را بازی کند، دختر و پسر و تمامی گروه‌های سنی.

## شرایط زمین
- سطح زمین باید از ماسه یکنواخت، مسطح، هموار و یک شکل باشد.
- برای مسابقات بین‌المللی ماسه باید حداقل ۳۰ سانتیمتر عمق داشته باشد.
- سطح زمین نباید لیز یا لغزنده باشد و برای ورزشکار خطرساز گردد.
- میزان نور برای مسابقه بین‌المللی در شب باید بین ۱۰۰ تا ۱۵۰۰ لوکس باشد.

## اندازه‌های زمین
زمین مسابقه باید به شکل مستطیل و به ابعاد ۱۸ × ۹ متر مربع باشد. مناطق آزاد دور زمین حداقل باید ۳ متر از خط اصلی باشد. برای مسابقات بین‌المللی منطقه آزاد باید حداقل ۵ متر باشد. مثل زمین والیبال ساحلی)
اندازه تور ۹٫۵ متر طوی و ۱ متر عرض می‌باشد.
نواری کناری زمین که محوطه مسابقه را نشان می‌دهد با نواری به قطر حداقل ۵ و حداکثر ۸ سانتیمتر باشد و اگر از طناب استفاده می‌شود قطر آن باید بین ۲۰ تا ۳۰ میلی‌متر باشد.
زمین مسابقه محصور شده با دو خط طولی و دو خط افقی است.

## اندازه لوازم و تجهیزات

### تور
اندازه طول تور ۹٫۵ متر و عرض آن ۱ متر بوده و در مرکز زمین به وسیلهٔ دیرک‌ها نصب گردد.
تور باید طبق استاندارد ساخته شده باشد و اندازه هر سوراخ آن ۱۰ سانتیمتر باشد و لبه‌های تور به وسیلهٔ نواری به اندازه ۵ تا ۸ سانتیمتر محصور شده باشد.
بلندی تور برای مسابقات رسمی بزرگسالان باید ۲۲۰ سانتیمتر باشد.

### آنتن
آنتن باید از یک جنس نرم و انعطاف‌پذیر باشد و ۱۸۰ سانتیمتر ارتفاع و ۱۰ میلی‌متر قطر داشته باشد.
آنتن باید ۸۰ سانتیمتر بالای تور بوده و به رنگ قرمز یا سفید باشد.

### دیرک‌ها
دیرک‌ها برای محکم کردن و برپایی تور است و باید ۲۵۵ سانتیمتر ارتفاع داشته باشد.
پایه‌های هر دو دیرک باید بین ۵۰ تا ۱۰۰ سانتیمتر در زمین فرورفته باشد.
هر نوع مانع یا چیزی که به ورزشکاران آسیب برساند باید حذف گردد.

### توپ
فشار توپ بین ۰٫۵۶ تا ۰٫۶۳ بوده و محیط آن بین ۶۷ تا ۷۰ سانتیمتر باشد.
توپ توصیه شده Mikasa Kickoff SWL ۳۱۰ و Mikasa F۵ می‌باشد.

## لینک
دفترچه قوانین: http://www.dfvv.de/sport/Regras.pdf